# 스메시
스메시(일본어: 酢飯→초밥)는 식초를 친 쌀밥이다. 스시에 사용되는 밥이라 하여 스시메시(일본어: 寿司飯→스시 밥)로도 부른다.

## 만들기
고두밥에 "스시스(寿司酢→스시 식초)"를 넣고 주걱으로 잘 저어 만든다.